# 李君普
李 君普（イ・グンボ、朝鮮語: 이군보、1927年または1928年6月24日 - 2022年7月6日）は、大韓民国の地方公務員、政治家。北済州郡郡守、済州市市長、済州道知事を歴任した。

## 経歴
北済州郡（現・済州市）翰林邑翰林里生まれ、済州大学校英文学科卒。1950年5月より済州道総務局農林課勤務。済州道企画管理室長を経て、1971年8月21日から1973年8月22日までは第13代北済州郡郡守、1980年6月10日から1983年12月26日までは第11代済州市市長、1984年4月から1985年7月までは済州道政務副知事、1988年5月から1989年12月までは第25代済州道知事を務めた。このほか、民主正義党済州地区党事務局長、民主平和統一諮問会議済州道副議長を務めた。
2022年に持病により京畿道の東灘翰林大病院で死去。享年96または94。